# Holzezus compactus
Holzezus compactus is een insect uit de familie van de mierenleeuwen (Myrmeleontidae), die tot de orde netvleugeligen (Neuroptera) behoort. 
Holzezus compactus is voor het eerst wetenschappelijk beschreven door Krivokhatsky in 1992.